# Tarabosh-hegység
A Tarabosh-hegység (albán Mal i Taraboshit), gyakran röviden Tarabosh kisebb hegyvonulat Albánia északnyugati részén, a Shkodrai-tó délkeleti partvidékén.  A Montenegróban fekvő Rumija hegyvidék délkeleti nyúlványa, a Shkodrai-medencén belül a Shkodra alatti sík kistája. Gerinchossza kb. 9 kilométer, legmagasabb csúcsa a Golish-hegy (Maja e Golishit, 658 m), további jelentősebb magaslatai a Suka-hegy (Maja e Sukës, 493 m) és keleti peremén a névadó Tarabosh-hegy (Maja e Taraboshit, 593 m). Délkeleti és déli irányból a Buna folyó határolja.
A hegység keleti peremén, a Bunán túl terül el Észak-Albánia legnagyobb városa, Shkodra, amelynek a történelem során védelmi szempontból a Tarabosh mindig fontos stratégiai pontja volt. Utoljára a 20. század eleji első Balkán-háborúban és az első világháborúban játszott fontos szerepet a montenegrói (1913, 1915), illetve a szerb hadseregek (1920) számára mint Shkodra elfoglalásának kulcsa. Napjainkra a hegy lábánál, a Shkodrai-tó köves partvidékén, Shiroka körül alakultak ki a shkodraiak kedvelt fürdő- és pihenőhelyei.
1913 szeptemberében a közeli Shkodrában Terenc Toçi szerkesztésében elindult politikai hírlap címe a hegy után Taraboshi lett.